# مملكة بولندا (1385-1569)
كانت مملكة بولندا (بالبولندية: Królestwo Polskie)‏ دولة ملكية وراثية عززت في عام 1385 علاقتها مع دوقية ليتوانيا الكبرى من خلال اتحاد كريفو، الذي أسس للاتحاد الشخصي بين الدولتين. حُوِل الاتحاد من اتحاد شخصي لدولتين منفصلتين إلى دولة واحدة من خلال اتحاد لوبلين في عام 1569، والذي تبعه بعد فترة وجيزة نهاية سلالة ياغيلون، التي حكمت بولندا لمدة قرنين.
في منطقة بحر البلطيق، بقيت بولندا على صراع مستمر مع فرسان تيوتون. أدت الصراعات إلى معركة كبرى، وهي معركة جرونفالد عام 1410، ولكن كانت هناك أيضًا معاهدة سلام ثورن الهامة عام 1466 تحت حكم الملك كازيمير الرابع من سلالة ياغيلون، وأنشأت المعاهدة دوقية بروسيا المستقبلية. في الجنوب، واجهت بولندا الدولة العثمانية وتتار القرم، وفي الشرق ساعدت ليتوانيا على محاربة دوقية موسكو الكبرى. شمل توسع بولندا وليتوانيا الإقليمي منطقة ليفونيا في أقصى الشمال.
في فترة حكم ياغيلون، تطورت بولندا باعتبارها دولة إقطاعية ذات اقتصاد زراعي في الغالب وازدادت سيطرة النبلاء ملاك الأراضي بكثرة. نقل قانون نيهل نوفي الذي اعتمده البرلمان البولندي في عام 1505 معظم السلطة التشريعية في الولاية من الملك إلى البرلمان (السيّم). شهد هذا الحدث بداية الفترة المعروفة باسم «الحرية الذهبية»، عندما حكم الدولة أعضاء «أحرار ومتساوون» من طبقة النبلاء البولنديين.
أحرزت حركات الإصلاح البروتستانتي تقدمًا عميقًا في المسيحية البولندية، ما أدى إلى سياسات فريدة للتسامح الديني في أوروبا في ذلك الوقت. أدت النهضة الأوروبية التي عززها ملوك آل ياغيلون زغمونت الأول، وزغمونت الثاني أوغست إلى ازدهار ثقافي هائل.

## أواخر العصور الوسطى (القرنين الرابع والخامس عشر)

### ملكية ياغيلون

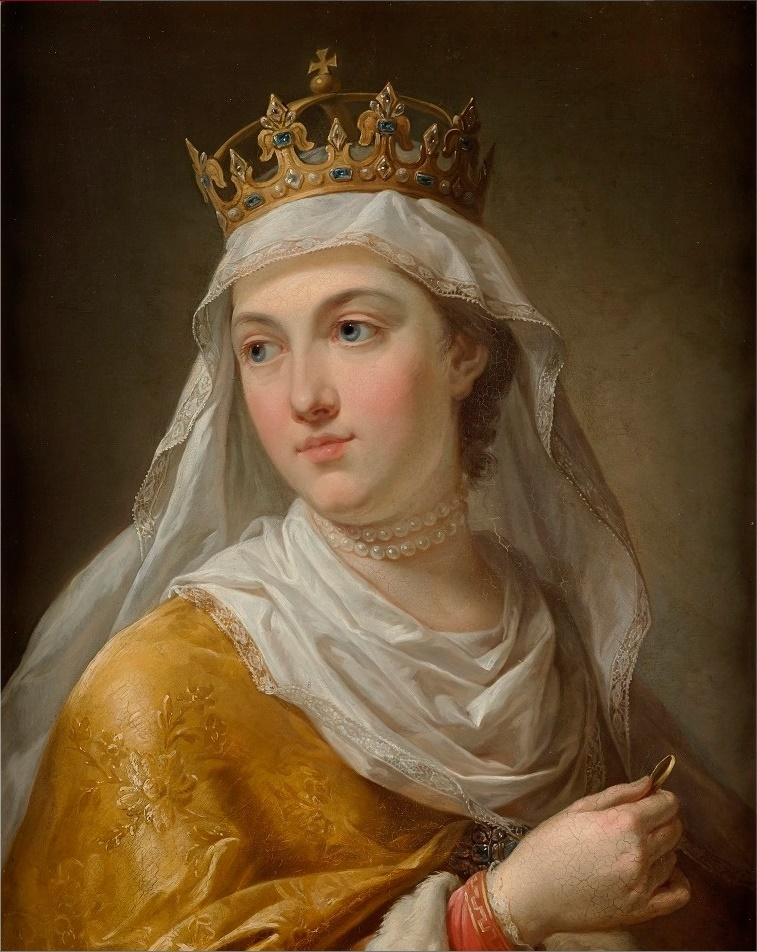
جادويغا ملكة بولندا

في عام 1385 وقِع اتحاد كريفو بين الملكة جادويغا ملكة بولندا ويوغيلا، دوق ليتوانيا الأكبر، آخر دولة وثنية في أوروبا. رتب القانون لمعمودية يوغيلا وزواج الزوجين، الذي أسس بداية الاتحاد البولندي الليتواني. بعد معمودية يوغيلا، كان معروفًا في بولندا باسمه المعمودي واديسواف، والنسخة البولندية من اسمه الليتواني جاغييلو. عزز اتحاد كلا البلدين معارضتهما المشتركة لفرسان تيوتون والتهديد المتنامي لدوقية موسكو الكبرى.
كانت مساحات شاسعة من أراضي روس، بما في ذلك حوض نهر دنيبر والأقاليم الممتدة جنوبًا إلى البحر الأسود، في ذلك الوقت تحت السيطرة الليتوانية. وبغية السيطرة على هذه الممتلكات الشاسعة، خاضت ليتوانيا معركة المياه الزرقاء في عام 1362 أو 1363 ضد المغول الغزاة، واستغلت فراغ السلطة في الجنوب والشرق الذي نتج عن تدمير المغول لروس الكييفية. بناءً على ذلك، كان سكان الأراضي الموسعة للدوقية الكبرى من الروثينين والأرثوذكس الشرقيين. أدى التوسع الإقليمي إلى مواجهة بين ليتوانيا ودوقية موسكو الكبرى، التي وجدت نفسها خارجة من حكم التتار وضمن عملية التوسع. بشكل فريد في أوروبا، ربط الاتحاد دولتين تقعان جغرافيًا على الجانبين المقابلين للانقسام الحضاري الكبير بين العالم المسيحي الغربي أو اللاتيني، والعالم المسيحي الشرقي أو البيزنطي.
كانت نية الاتحاد هي إنشاء دولة مشتركة تحت حكم واديسواف جاغييلو، ولكن حكم الأقلية في بولندا علم أن هدفهم المتمثل في دمج ليتوانيا في بولندا غير واقعي. أدت النزاعات الإقليمية إلى حرب بين بولندا وليتوانيا أو الفصائل الليتوانية، حتى أن الليتوانيين وجدوا في بعض الأحيان أنه من المناسب التآمر مع فرسان تيوتون ضد البولنديين. وبدلاً من ذلك، خلقت العواقب الجغرافية للاتحاد السلالي وتفضيلات ملوك آل ياغيلون عملية لتوجيه الأولويات الإقليمية البولندية إلى الشرق.
بين 1386 و1572، حكم الاتحاد البولندي الليتواني سلسلة من الملوك الدستوريين لسلالة ياغيلون. تضاءل التأثير السياسي لملوك آل ياغيلون تدريجيًا خلال هذه الفترة، في حين تولى النبلاء ملاك الأراضي دورًا متزايدًا في الحكومة المركزية والشؤون الوطنية. لكن السلالة الملكية دعمت الاستقرار في سياسة بولندا. غالبًا ما يُنظر إلى عصر ياغيلون على أنه فترة السلطة السياسية القصوى والازدهار الكبير، وفي مرحلتها اللاحقة، العصر الذهبي للثقافة البولندية.

### التطورات الاجتماعية والاقتصادية
شهد نظام الإيجار الإقطاعي السائد في القرنين الثالث عشر والرابع عشر، والذي بموجبه لكل طبقة حقوق والتزامات محددة بشكل جيد، انحرافًا في القرن الخامس عشر مع تشديد طبقة النبلاء لسيطرتهم على الصناعة، والتجارة، والأنشطة الاقتصادية الأخرى. أدى هذا إلى إنشاء العديد من المؤسسات الزراعية المملوكة مباشرة والمعروفة باسم فولارك، إذ استبدِلت مدفوعات الإيجار الإقطاعية بالعمالة القسرية في أرض اللورد. حد هذا من حقوق المدن وأجبر معظم القرويين على القنانة. زادت موافقة القانون على مثل هذه الممارسات. على سبيل المثال، حظر امتياز بيوتركوف لعام 1496، الذي منحه الملك يان الأول ألبرت، شراء سكان المدن للأراضي الريفية، وحدّ بشدة من قدرة المزارعين القرويين على مغادرة قراهم. حافظت المدن البولندية، التي افتقرت إلى التمثيل الوطني لحماية مصالحها الطبقية، إلى حد ما على درجة من الحكم الذاتي (مجالس المدن ومحاكم هيئات المحلفين)، وتمكنت الحرف من تنظيم وتشكيل النقابات. سرعان ما أعفى النبلاء أنفسهم من واجبهم الرئيسي: الخدمة العسكرية الإلزامية في حالة الحرب. أضفي على طبقة النبلاء المقسمة إلى طبقتين رئيسيتين طابعًا مؤسساتيًا لكن لم يجرِ إضفاء الطابع الرسمي عليها قانونيًا في «دستور» نيهل نوفي لعام 1505، الذي طلب من الملك استشارة مجلس النواب، أي مجلس الشيوخ، وكذلك المجلس الأدنى من النواب الإقليميين، والبرلمان الملائم، قبل إجراء أي تغييرات. تنافست جماهير النبلاء العاديين المعروفين بالشلختا أو حاولت منافسة الدرجة الأولى من فئتهم، المعروفين بالأقطاب، طوال فترة وجود بولندا المستقل.

### بولندا وليتوانيا في اتحاد شخصي تحت حكم يوغيلا
كان أول ملك للسلالة الجديدة هو يوغيلا، حاكم دوقية ليتوانيا الكبرى، الذي عُرف باسم واديسواف جاغييلو الثاني في بولندا. انتخِب ملكًا لبولندا عام 1386 بعد زواجه من جادويغا من أنجو، ملكة بولندا بصفتها الشخصية، وتحويله إلى الرومانية الكاثوليكية. تبع ذلك تنصير ليتوانيا في طقس ديني لاتيني. سويت منافسة يوغيلا في ليتوانيا مع ابن عمه فيتاوتاس العظيم، الذي عارض هيمنة ليتوانيا على بولندا، في عام 1392 في اتفاق أوستروفيا، وفي عام 1401 في اتحاد فيلنيوس ورادوم: أصبح فيتاوتاس الدوق الأكبر لليتوانيا مدى الحياة تحت السيادة الاسمية ليوغيلا. أتاحت الاتفاقية التعاون الوثيق بين البلدين الضروري للنجاح في الصراعات مع نظام التيوتون. حدد اتحاد هوردلو لعام 1413 العلاقة بشكل أكبر ومنح امتيازات للجزء الروماني الكاثوليكي (على عكس الأرثوذكس الشرقيين) من النبلاء الليتوانيين.

### الصراع مع فرسان التيوتون
الحرب البولندية الليتوانية التيوتونية 1409-1411، التي أثارتها انتفاضات ساموغيشين في الأراضي الليتوانية التي سيطرت عليها إمارة نظام التيوتون، وبلغت ذروتها في معركة جرونفالد، والتي تمكنت فيها القوات المشتركة للجيشين البولندي والليتواني-روس من هزيمة فرسان تيوتون تمامًا. خسر الهجوم الذي أعقب ذلك تأثيره نتيجة للحصار غير الفعّال لمالبورك. كان للفشل في الاستيلاء على القلعة والقضاء على التيوتون (بروسيا لاحقًا) عواقب تاريخية وخيمة على بولندا في القرون الثامن عشر، والتاسع عشر، والعشرين. أعطت معاهدة سلام ثورن عام 1411 بولندا وليتوانيا تعديلات إقليمية متواضعة إلى حد ما، متضمنة ساموغيتيا. بعد ذلك، كان هناك المزيد من الحملات العسكرية وصفقات السلام التي لم تعقد. عقِدت واحدة من عمليات التحكيم العالق في مجمع كونستانس. في عام 1415 قدم بولس فلاديميري، عميد أكاديمية كراكوف، أطروحته حول سلطة البابا والإمبراطور فيما يتعلق بالكفار في المجمع، والتي دعا فيها إلى التسامح، وانتقد طرق التحويل العنيفة لفرسان التيوتون، وافترض أن الوثنيين لهم الحق في التعايش السلمي مع المسيحيين والاستقلال السياسي. انتهت هذه المرحلة من الصراع البولندي الليتواني مع نظام التيوتون بمعاهدة ميلنو عام 1422، وانتهت الحرب البولندية- التيوتونية عام 1431-1435 بمعاهدة سلام برجت كوياسكي عام 1435.